# Lobonematidae
Lobonematidae é uma família de medusas da ordem Rhizostomeae.

## Géneros
- Lobonema Mayer, 1910
- Lobonemoides Light, 1914